# Чубут (река)
Чубут (исп. Río Chubut) — река в Патагонии, в южной части Аргентины.
Название реки происходит от слова chupat на языке народа теуэльче означающее «прозрачный».
Длина реки 810 км, площадь бассейна реки — 53 801 км². Река берёт начало на восточных склонах Патагонских Анд и впадает вблизи города Росон в Атлантический океан, пересекая по пути полупустынные плато. Главный приток реки — Рио-Чико. На небольшом отрезке река протекает по провинции Рио-Негро, на остальном протяжении — по одноимённой провинции.
Берёт начало при слиянии рек Альте-Чубут и Эль-Майтен на высоте 730 м нум.
В 120 км к западу от города Трелью построена плотина Флорентино-Амегино. Работы по сооружению плотины были начаты 19 апреля 1963 года. Водохранилище занимает площадь 70 км². Гидроэлектростанция снабжает электроэнергией ряд городов региона: Калета-Оливия, Комодоро-Ривадавия, а также другие населённые пункты.